# クライズデール・テリア

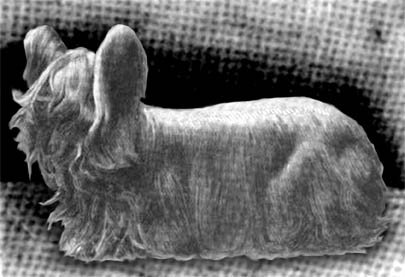
クライズデール・テリア

クライズデール・テリア（英：Clydesdale Terrier）とは、イギリスのスコットランド原産のテリア犬種の一種である。スカイ・テリアをショー用に改良した犬種で、現在は絶滅している。旧犬種名はペイズリー・テリア（英：Paisley Terrier）。

## 歴史
クライズデール・テリアは1870年代、スカイ・テリアをショードッグとしてより華やかなものにするために作出された。一時期スカイ種の人気をさらったが、ショードッグとして過度に改良された犬種は弱化し、遺伝的疾患を持つ犬が増えるというネガティブイメージが年々増えてきたことにより人気が低下し、犬質を向上する目的で改良を進め、犬種名を現在のものに改称したものの人気は回復せず、第二次世界大戦の最中に絶滅が確認された。しかし、その血はヨークシャー・テリアやオーストラリアン・シルキー・テリアに受け継がれている。

## 特徴
スカイ・テリアは被毛が硬いが、クライズデールはシルクのようなしなやかな被毛である。これでは作業時に雪や泥ですぐに被毛が絡まり上手くないと批判があり、絶滅の一番の要因になった。立ち耳・サーベル形の垂れ尾で、毛色はスチール・ブルー、ブルー、ブラック、シルバーなど。サイズはスカイ・テリアと同じく、体高は雄26センチメートル (cm) 前後、雌24cm前後で、体重は8.5 - 10.5キログラム (kg) である。性格は外交的でおとなしく、ショードッグとして扱いやすくなっている。

## 参考
『デズモンド・モリスの犬種事典』（誠文堂新光社）デズモンド・モリス著書、福山英也、大木卓訳 誠文堂新光社、2007年